# Alo Bové
Pierre Aloyse (Alo) Bové (Hollerich, 19 oktober 1906 – Luxemburg-Stad, 17 juni 1977) was een Luxemburgs interieurarchitect en kunstschilder.

## Leven en werk
Alo Bové was zoon van een bloemenkweker Joseph Bové x Amélie Molitor. Hij werd opgeleid aan de École d'artisans de l'État (1921-1925), als leerling van Pierre Blanc en Eugène Kurth. Hij studeerde vervolgens aan de academie voor toegepaste kunst en binnenhuisarchitect in München. Terug in Luxemburg dreef hij aanvankelijk een schilderszaak met Charles Hegny, in 1932 opende hij een eigen bedrijf onder de naam Atelier Alo Bové.
Bové schilderde bloemen en landschappen. Hij werkte aanvankelijk in aquarel, later voornamelijk met olieverf. Hij sloot zich aan bij de kunstenaarsvereniging Cercle Artistique de Luxembourg, waar hij vanaf 1925 deelnam aan de salons. In 1935 ontving hij de Prix Grand-Duc Adolphe pour la totalité des oeuvres qu’il a exposées. In 1936 maakte hij samen met de architecten Georges Traus en Michel Wolff het winnend ontwerp voor het Luxemburgs paviljoen op de wereldtentoonstelling van 1937 in Parijs. In 1937 behaalde hij met zijn affiche Comète de eerste plaats in een afficheontwerpwedstrijd voor de internationale beurs voor bouw en woningbouw. Samen met Arthur Thill was hij verantwoordelijk voor het interieur van het Luxemburgs paviljoen op de Exposition internationale de la technique de l'eau de 1939 in Luik. Als restauratieschilder was Bové betrokken bij de restauratie van kerkgebouwen, waaronder de dekanaatskerk van Koerich (1936) en de kerken van Wahl (1937), Holler (1938), Kopstal (1938), Rollingergrund (1939) en Beidweiler (1954)
Nationaalsocialisme
In 1939 sloot Bové zich aan bij het Luxemburger Gesellschaft für Deutsche Literatur und Kunst (GEDELIT), onder leiding van Damian Kratzenberg, dat al snel een spreekbuis werd voor de nationaalsocialistische ideologie. In 1940 ging de organisatie op in de Volksduitse Beweging, waar Bové blockwart werd. In 1943 werd hij lid van de Nationaalsocialistische Duitse Arbeiderspartij. Na de oorlog werd een aanklacht tegen hem ingediend en zat hij 613 dagen in voorlopige hechtenis.
Begin jaren 50 trad Bové weer in de openbaarheid, na een opdracht voor wandschilderingen in café Beggener Wichtelstuff in Beggen. Van 1952 tot 1976 was hij een regelmatige exposant in Galerie Bradtké in Luxemburg. In de jaren 60 kreeg hij een opdracht van het Staatsmuseum om de Luxemburgse monumenten van kunst en geschiedenis vast te leggen.
Alo Bové overleed op 71-jarige leeftijd en werd begraven in Merl. Een maand later werd in de oranjerie in Mondorf-les-Bains een retrospectief gehouden.

## Enkele werken

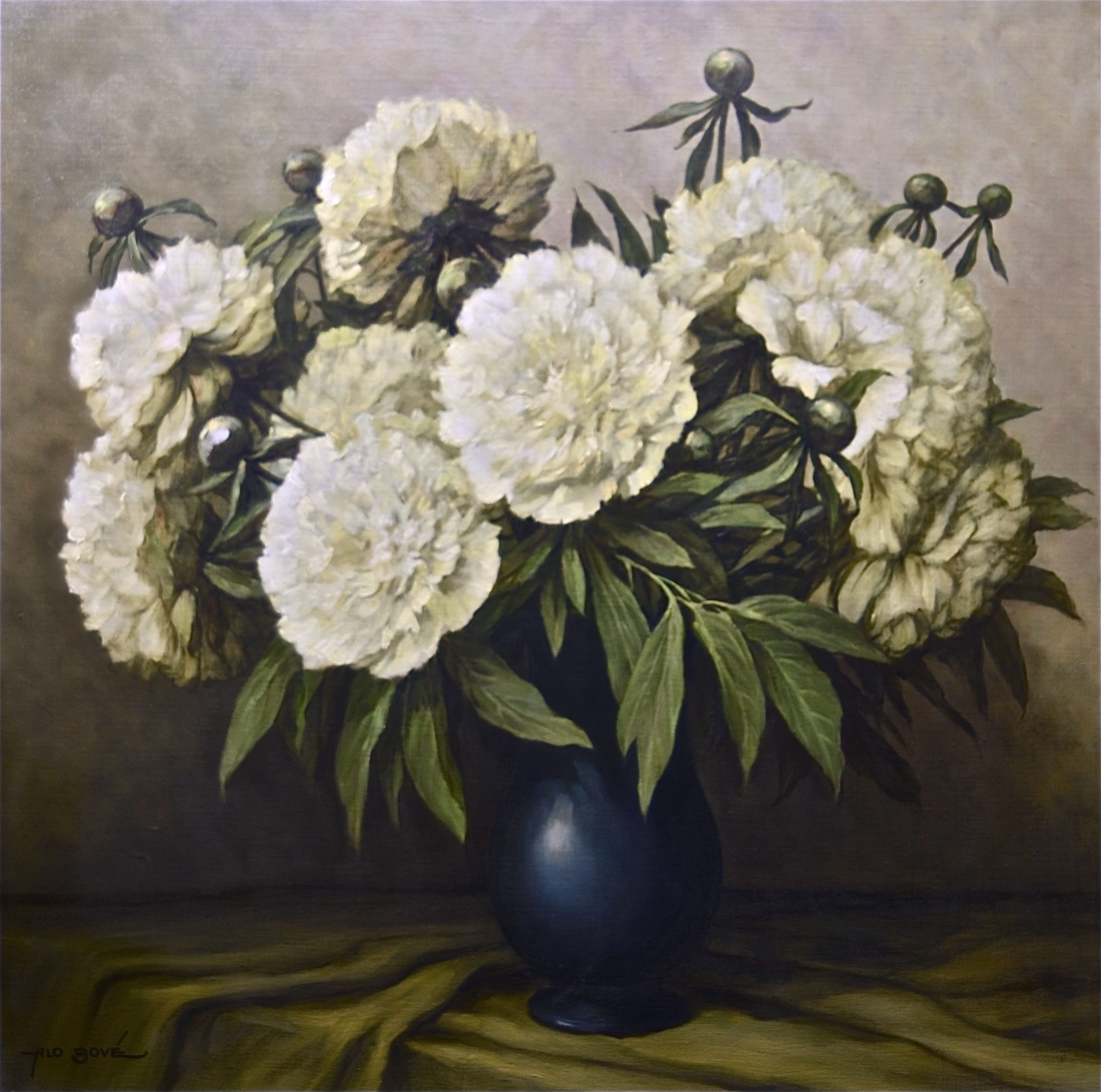
Weisse Pfingstrosen
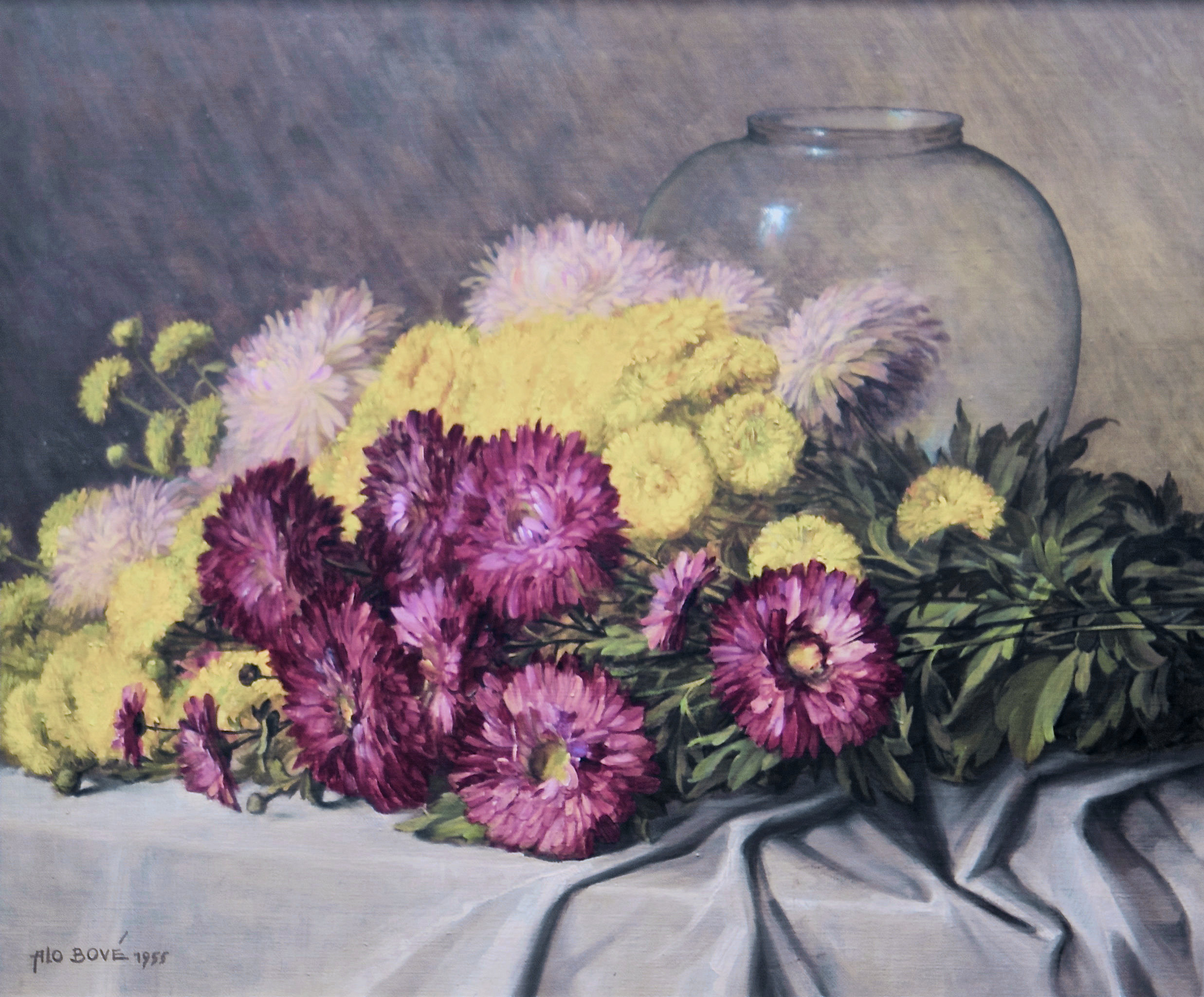
Liegende Chrysanthemen, 1955
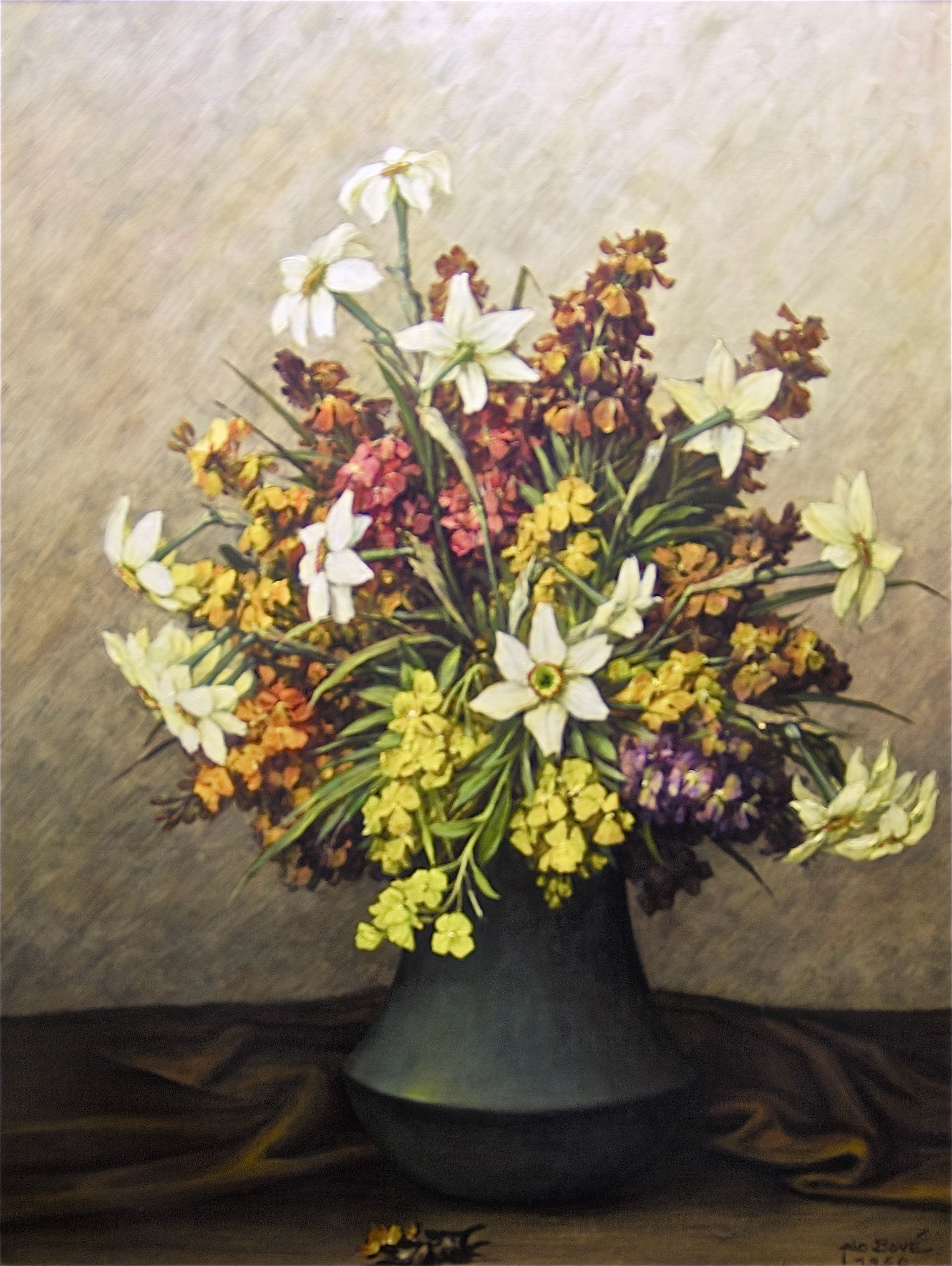
Narzissen und Goldlack, 1956
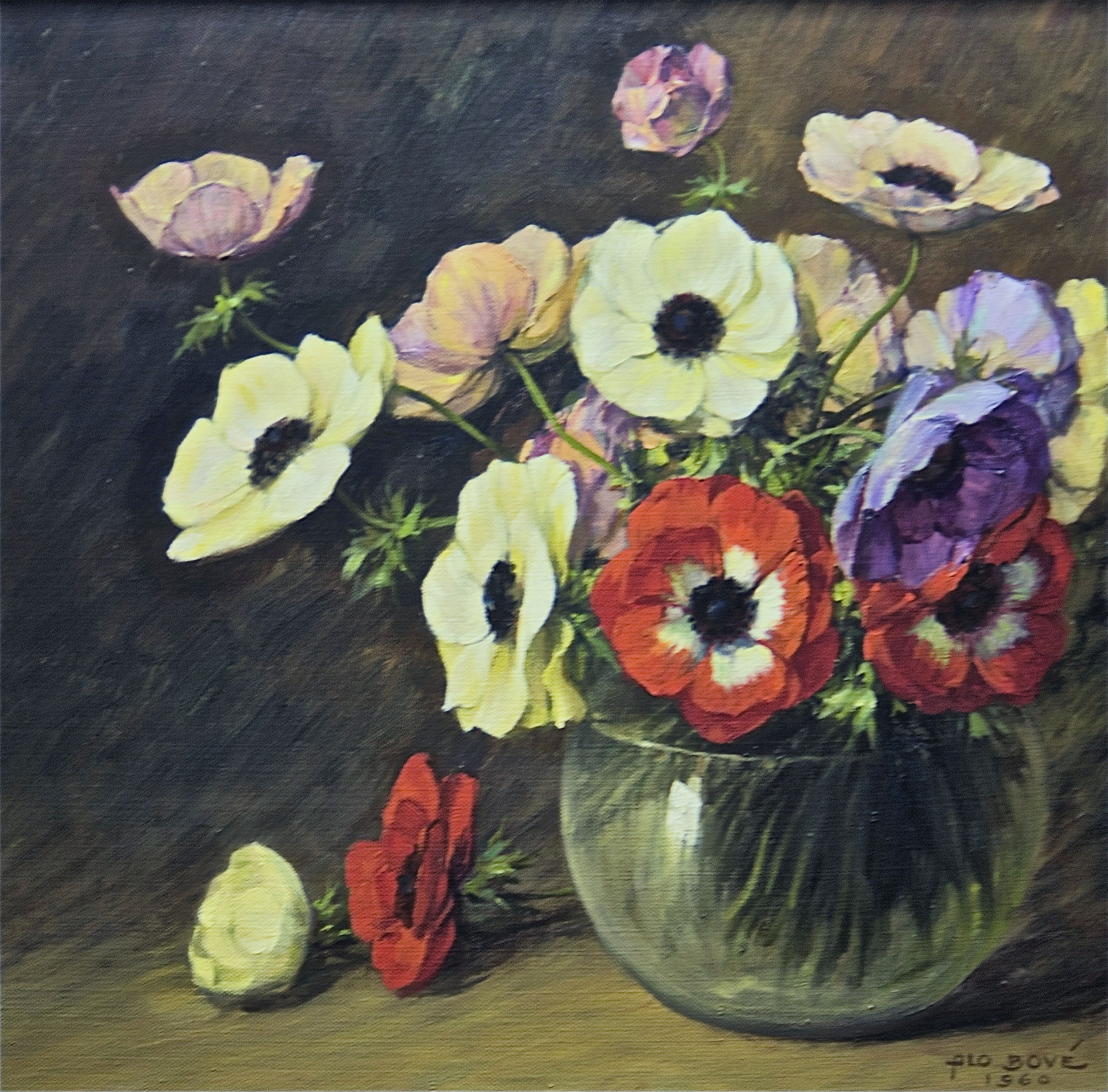
Anemonen, 1960

## Onderscheidingen
- 1935 Prix Grand-Duc Adolphe, Luxemburg.
- 1967 Grand Prix de Peinture, Sarreguemines.